# هاينكل 178
هاينكل إتش إي 178 (بالإنجليزية: Heinkel He 178)‏ هي طائرة تجريبية كانت أول طائرة نفاثة في العالم، أنتجت في ألمانيا. من صناعة هاينكل. كان أول طيران لها في 27 أغسطس 1939.